# Calystegia occidentalis
Calystegia occidentalis là một loài thực vật có hoa trong họ Bìm bìm. Loài này được (A. Gray) Brummitt mô tả khoa học đầu tiên năm 1965.

## Hình ảnh

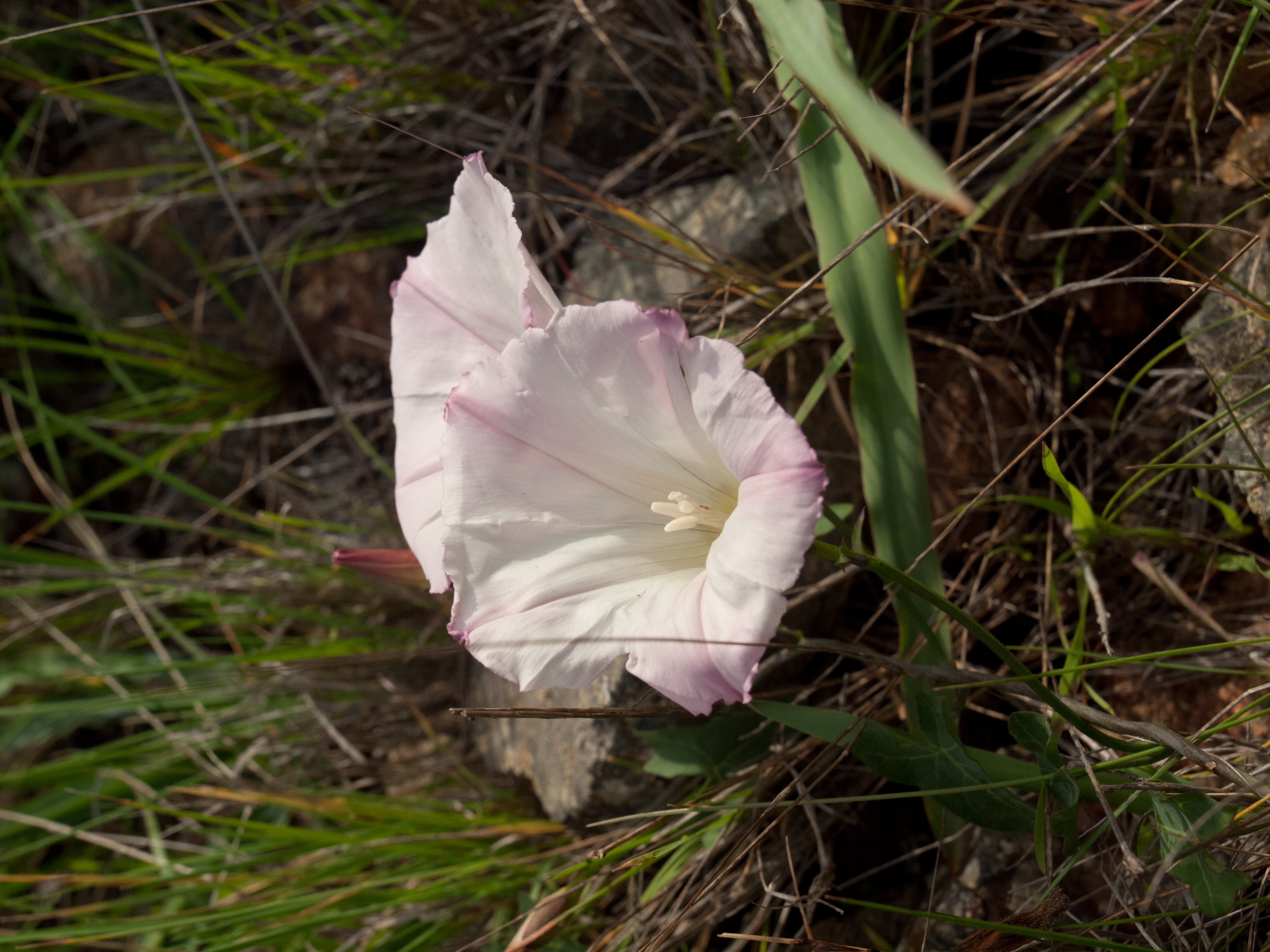
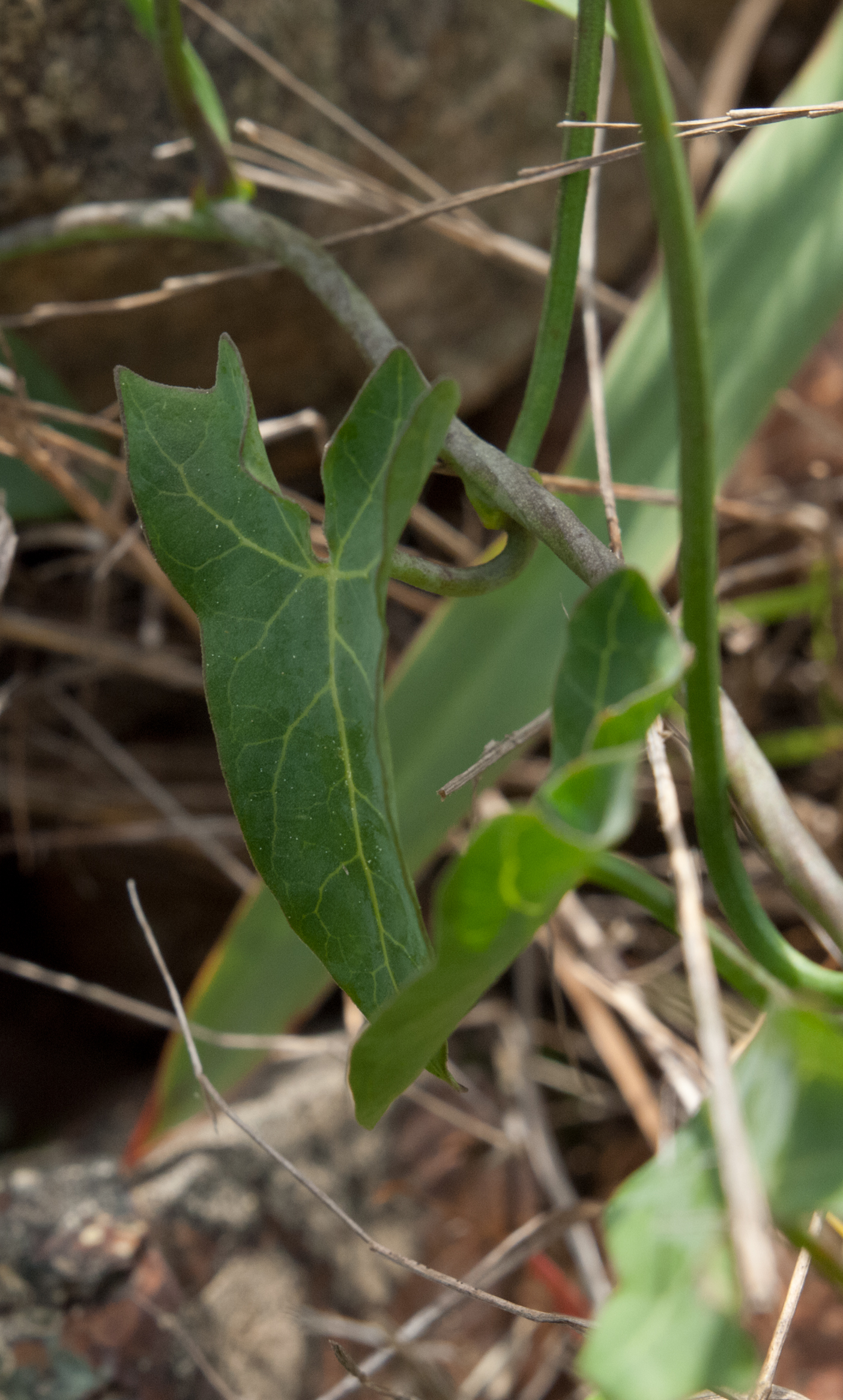
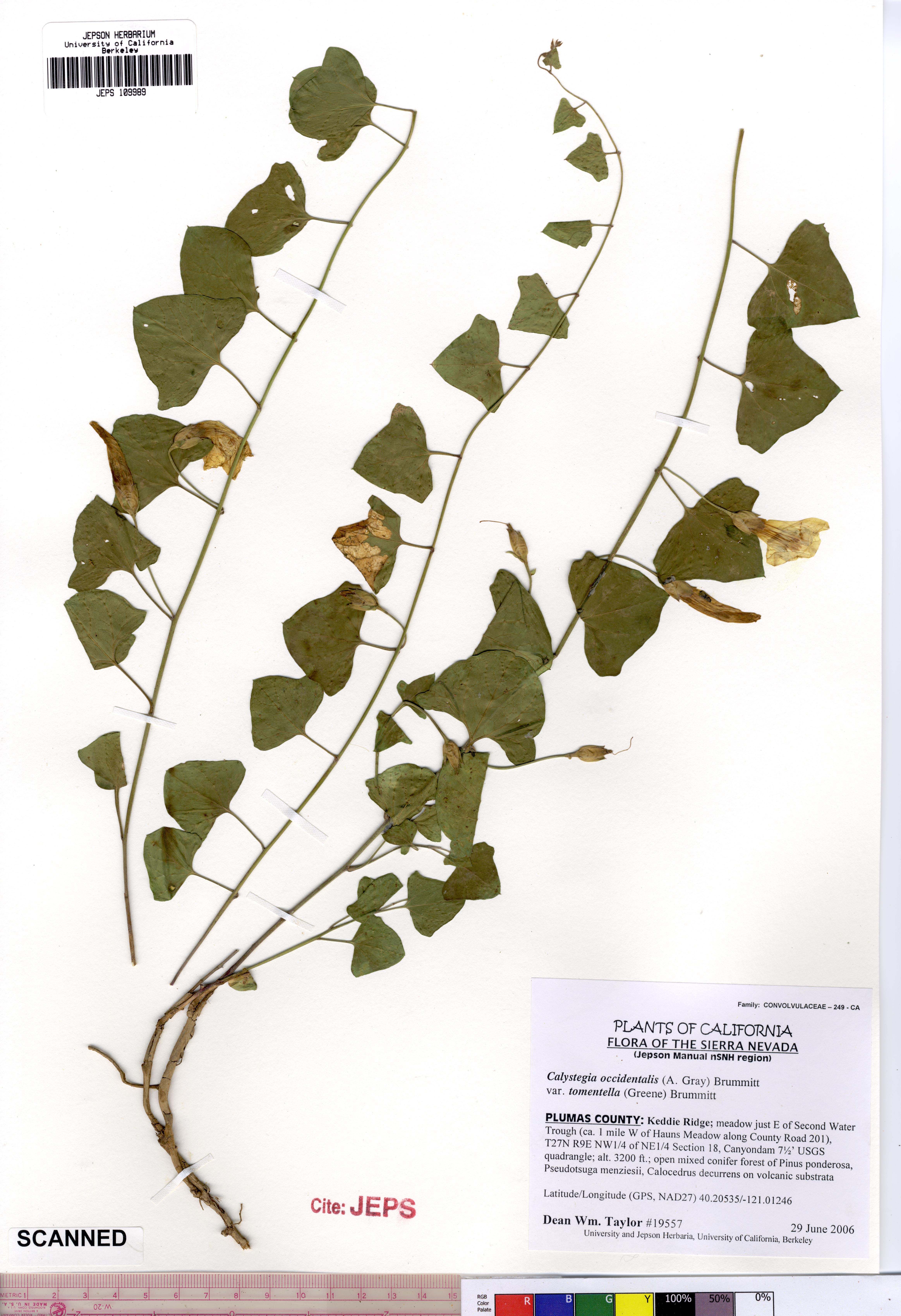
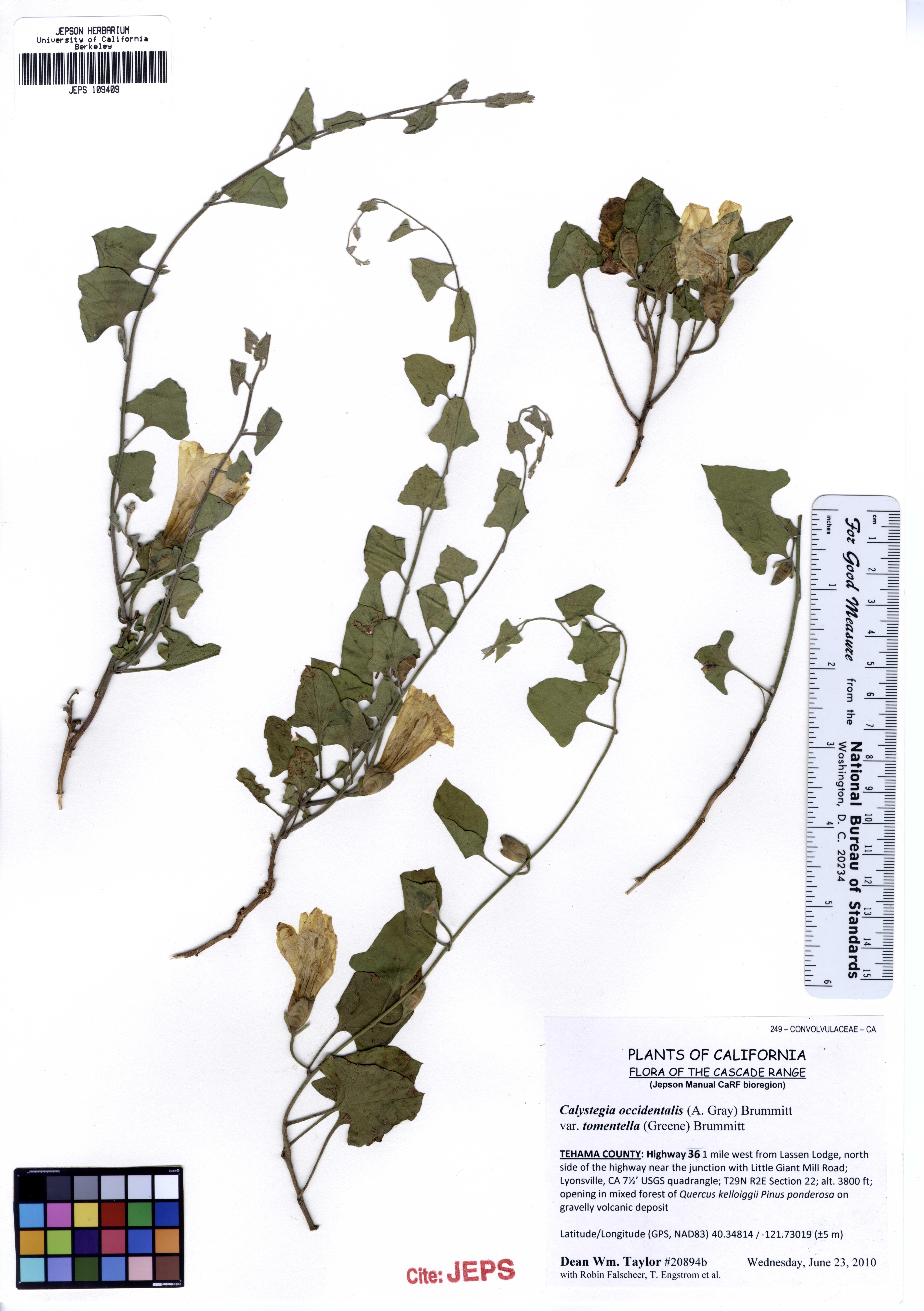